# Robert D. Holtz
Robert D. Holtz (* um 1940) ist ein US-amerikanischer Bauingenieur (Geotechnik). 
Holtz studierte Bauingenieurwesen an der University of Minnesota mit dem Bachelor-Abschluss 1960 und dem Master-Abschluss 1962. 1966 absolvierte er ein Aufbaustudium in Bodenmechanik an der Harvard University bei Arthur Casagrande. 1970 wurde er an der Northwestern University promoviert. Er lehrte an der Purdue University und der California State University in Sacramento, bevor er 1988 Professor an der University of Washington wurde, wo er inzwischen Professor Emeritus ist. Außerdem arbeitete er für das Schwedische Geotechnische Institut, das California Department of Water Resources, den National Research Council of Canada. Als beratender Ingenieur war er in Mailand, Paris und Chicago tätig. 
Er befasst sich speziell mit Geokunststoffen und Bodenverbesserung (wie bewehrte Erde, Geotextile Reinforced Soil (GRS)).
2010 war er Terzaghi Lecturer (Reinforced Soil Technology: from experimental to the familiar). 2000/01 war er Präsident des Geo-Institute der American Society of Civil Engineers (ASCE). Er war Präsident der North American Geosynthetics Society.

## Schriften
- mit William D. Kovacs, Thomas C. Sheahan An Introduction to Geotechnical Engineering, Prentice-Hall, 2. Auflage 2011 (zuerst mit Kovacs 1981, das Buch wurde auch ins Französische übersetzt, Ecole Polytechnique de Montreal 1991)
- mit Michele Jamiolkowski, Lancelotta, Pedroni Prefabricated vertical drains, Butterworths 1991